# Lita Senén
Lita Senén foi uma actriz argentina de cinema, rádio e teatro. Morreu no século XX.

## Carreira
Senén foi uma modelo e actriz notavelmente popular durante os anos 1930.
Em rádio fez parte do elenco do radio-teatro Jazmines del Ochenta, junto a Pascual Pelliciotta, Eva Duarte, Ada Pampín, Marcos Zucker, Carmen Palau, Marta Tamar e Francisco de Paula, entre outros.
Em cinema o seu único aparecimento em filme foi no El hombre que nació dos veces em 1938, escrito e dirigido por Oduvaldo Vianna e estrelado por César Ratti, Emma Martínez e Sebastián Chiola.
A jornalista Dora Luque Legrand incluiu-a num artigo para uma popular Revista Sintonia, junto a outras cinco actrizes, o qual titulou "Como são e como crêem ser", segundo a qual "toda a actriz se descobre intimamente ao posar em frente ao fotógrafo".